# جون جامبر
جون مايكل جامبر (من مواليد 1985)، هو كيميائي وعالم حاسوب أمريكي، حاز جائزة نوبل في الكيمياء لعام 2024.